# 詹晨
詹晨（？—？年），江西广信府貴溪縣人，軍籍。明朝政治人物。

## 生平
弘治十四年（1501年）辛酉科江西乡试第六十一名舉人，正德九年（1514年）甲戌科二甲第八十六名進士，官至王府長史。
弟詹昪，同科进士。